# Eagle Lake (Florida)
Eagle Lake è una città degli Stati Uniti d'America, situata in Florida, nella Contea di Polk.